# Sticharion

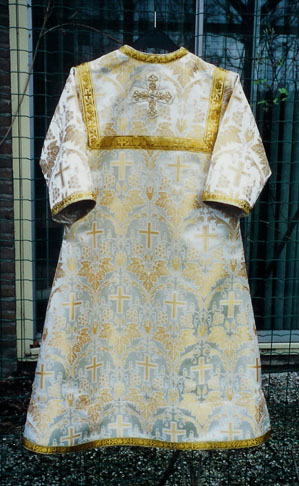
Sticharion russe (stikhar)

Le sticharion (en roumain: stihar; en grec: στιχάριον  ; en slavon: stikhar, стихарь) est un vêtement de la paramentique des Églises orientales (orthodoxes ou grecques-catholiques) qui correspond à peu près à l'aube pour l'Église latine. Il est porté par tous les ministres du culte dans le rite byzantin sous deux formes: l'une pour les prêtres, l'autre pour les diacres, sous-diacres et servants d'autel. Il est droit, long, et, pour ces derniers, avec de larges manches.

## Historique
Il prend son origine du chiton antique et est attesté dans toutes les communautés anciennes chrétiennes. Il est au départ tissé en lin et de couleur blanche, ce qui donne plus tard l'aube, correspondant à la couleur des vêtements des anges. Il s'accorde ensuite sous l'Empire romain d'Orient aux couleurs des différents temps liturgiques et il est fait de riches brocarts.

## Sous-diacres et diacres
Les diacres, sous-diacres (hypodiacres), lecteurs et chantres revêtent par-dessus leur soutane un sticharion long et droit aux manches larges et libres, aux bas des côtés parfois ouverts et fermés par des boutons ou rubans. Sa forme ressemble à la dalmatique utilisée dans le rite occidental. Normalement une croix est brodée ou appliquée en haut du dos au milieu des épaules. La couleur du tissu s'adapte aux temps liturgiques.

## Prêtres et évêques
Le sticharion des prêtres et évêques est différent, car il est en grande partie caché par les vêtements liturgiques. Il est fait d'étoffe plus légère, comme le lin, le satin, ou la soie et il est généralement blanc, mais pas toujours, symbolisant l'action du Saint-Esprit. Ses manches ne sont pas lâches comme celles des diacres, et se ferment aux poignets.
Dans la tradition russe, le sticharion (ou stikhar) de l'évêque est plus orné. On l'appelle le sous-sakkos (podsakkosnik), car il se porte sous le sakkos.
Les prêtres coptes portent un sticharion blanc, les Chaldéens et Assyriens aussi, appelé kottinâ correspondant au kouttino syriaque.
Les servants, sous-diacres et diacres  arméniens portent des sticharion similaires à ceux des byzantins. Ils l’appellent shapik .

## Usage liturgique

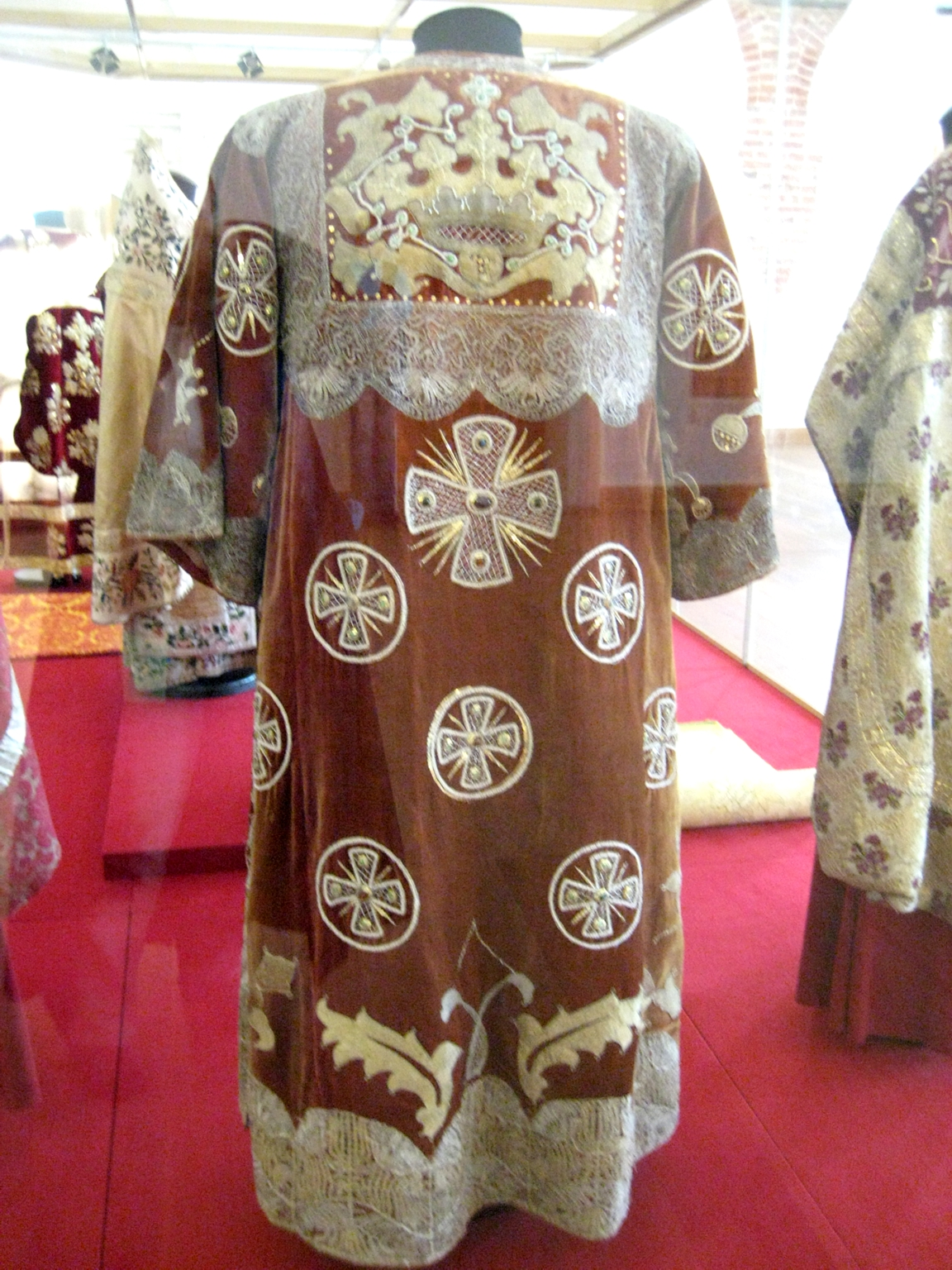
Sticharion (stikhar) au musée du monastère Saint-Cyrille du Lac Blanc

Les diacres, sous-diacres, servants d'autel portent obligatoirement le sticharion pour les offices quels qu'ils soient, cependant, l'usage s'est répandu dans l'Église orthodoxe grecque pour les petites cérémonies mineures de revêtir l'orarion et l'épimanikion directement sur la soutane.
Les prêtres ne revêtent le sticharion que pour la Divine Liturgie, ou à certaines occasions signalées par les rubriques, où il est obligatoire, comme pour la procession de la fête de l'Exaltation de la Sainte-Croix, ou bien lorsqu'il porte le Suaire du Seigneur (plachtchanitza en russe) pendant la Semaine sainte.
Le diacre présente au prêtre (ou à l'évêque s'il est présent) son sticharion avant de le revêtir, afin qu'il le bénisse. Les prêtres et évêques bénissent eux-mêmes leur sticharion lorsqu'ils le mettent.